# Parafia Chrystusa Króla w Jarocinie
Parafia Chrystusa Króla w Jarocinie – parafia rzymskokatolicka należąca do dekanatu Jarocin diecezji kaliskiej. Została utworzona w 1965 roku.
Kościół parafialny wybudowany w 1930 według projektu Stefana Cybichowskiego, wieża pochodzi z 1999. Mieści się przy ulicy Paderewskiego.